# Puzzle (album, 1971)
Pour les articles homonymes, voir Puzzle (homonymie).
Albums de Michel Berger
Michel Berger
(1973)
Puzzle est un album instrumental de Michel Berger paru en 1971 chez EMI.

## Historique
Dans les années 1960, Michel Berger avait enregistré des 45 tours chez Pathé Marconi, filiale de EMI, mais sans obtenir de succès côté vente. Depuis 1966, il était directeur artistique chez sa maison de disques à la recherche de nouveaux talents.
En 1971, après une parenthèse de plus de cinq ans sans enregistrer un disque, Michel Berger reprend le chemin des studios pour graver un album instrumental pour « piano, orchestre symphonique et formation pop », synthèse de musique classique et de sonorités rock. Pour ce projet musical, il sera assisté par Michel Bernholc, pianiste et arrangeur qui lui restera fidèle toute sa carrière.
Mais Puzzle est un échec commercial. Cet album est quasiment introuvable de nos jours.
Il faudra attendre les 30 ans de la disparition du chanteur pour que cet album soit re-édité séparément de toute intégrale.

## Titres
| Face A | Face A        | Face A | Face A | Face A | Face A | Face A | Face A | Face A | Face A |
| No     | Titre         | Durée  |        |        |        |        |        |        |        |
| ------ | ------------- | ------ | ------ | ------ | ------ | ------ | ------ | ------ | ------ |
| 1.     | 1er mouvement | 4:20   |        |        |        |        |        |        |        |
| 2.     | 2e mouvement  | 5:20   |        |        |        |        |        |        |        |
| 3.     | 3e mouvement  | 4:57   |        |        |        |        |        |        |        |
| 14:37  |               |        |        |        |        |        |        |        |        |

| Face B | Face B                      | Face B | Face B | Face B | Face B | Face B | Face B | Face B | Face B |
| No     | Titre                       | Durée  |        |        |        |        |        |        |        |
| ------ | --------------------------- | ------ | ------ | ------ | ------ | ------ | ------ | ------ | ------ |
| 1.     | 3e mouvement (suite et fin) | 3:30   |        |        |        |        |        |        |        |
| 2.     | Enfantillages               | 3:53   |        |        |        |        |        |        |        |
| 3.     | Rêve du concerto            | 3:20   |        |        |        |        |        |        |        |
| 10:03  |                             |        |        |        |        |        |        |        |        |

## Liens
- Ressources relatives à la musique :   - Discogs
  - MusicBrainz (groupes de sorties)